# Загоскін Іліодор Іліодорович
Заго́скін Іліодо́р Іліодо́рович (1851, Кострома — 24 березня 1919, Харків) — архітектор, у 1890—1893 pp. був Харківським міським архітектором.

## Біографія
1851 р. — народився в Костромі. Брат Сергія Загоскіна
1867 — 1874 pp. — навчався у Петербурзькому Будівельному училищі, здобув звання цивільного інженера і чин XII класу.
1875 — 1889 — працював у Костромі, спочатку молодшим інженером, потім міським архітектором.
1889 p. — брав участь в архітектурному конкурсі у Харкові на проєкт Комерційного училища на вул. Німецькій (нині вул. Григорія Сковороди). У конкурсі переміг проєкт Олексія Бекетова.
1890 — 1893 pp. — кандидатура І. І. Загоскіна на посаду міського архітектора була запропонована старшим братом Сергієм Іліодоровичем і затверджена Міською думою. Три роки обіймав посаду Харківського міського архітектора, але залишив службу, не погоджуючись із нераціональным, на його погляд, способом виконання робіт, прийнятим міською управою.
Працював у приватній проєктній конторі С. І. Загоскіна. Залишивши посаду міського архітектора, виконував проєкти за приватними замовленнями.

## Творчість

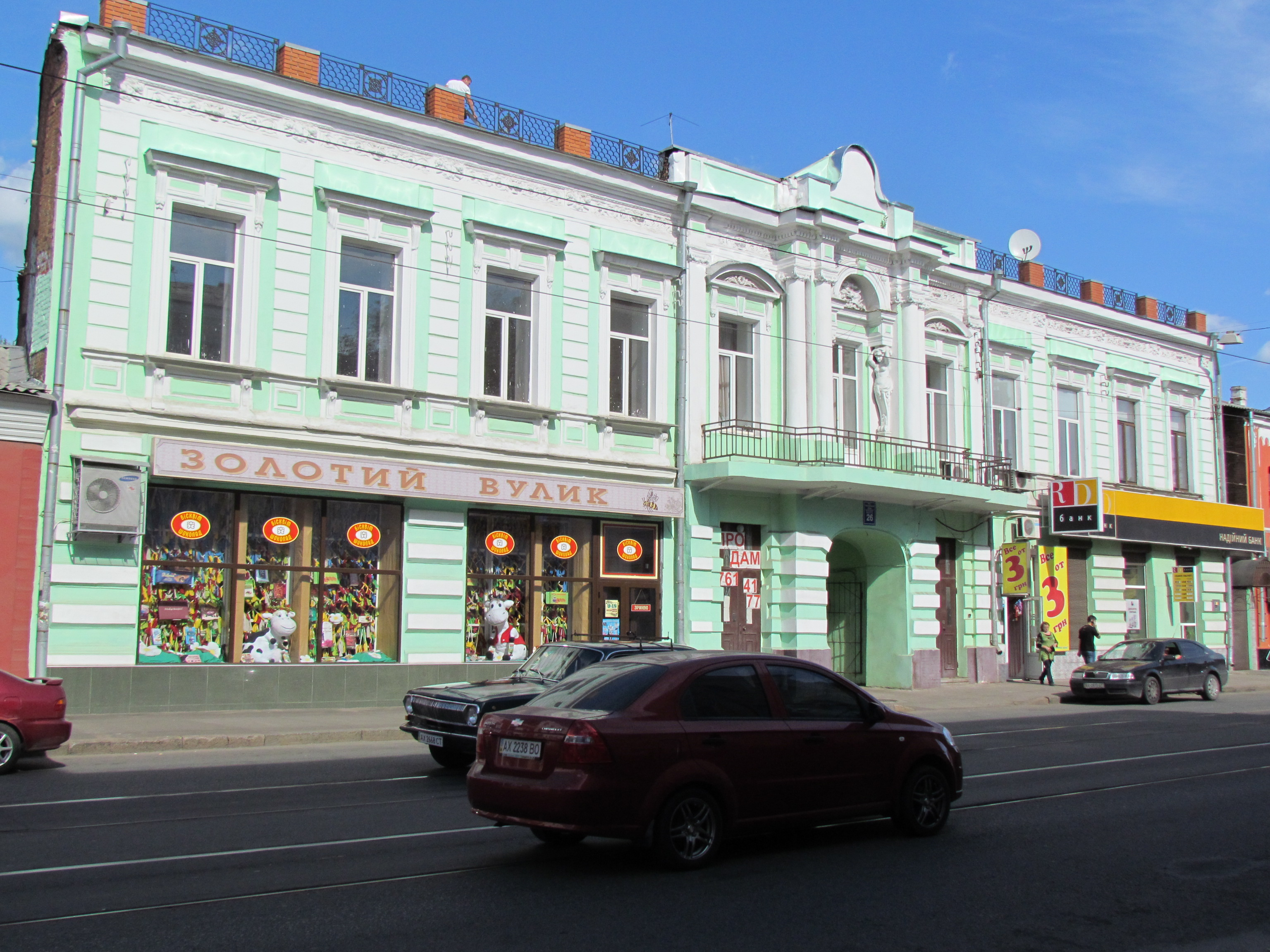
Полтавський Шлях, 26

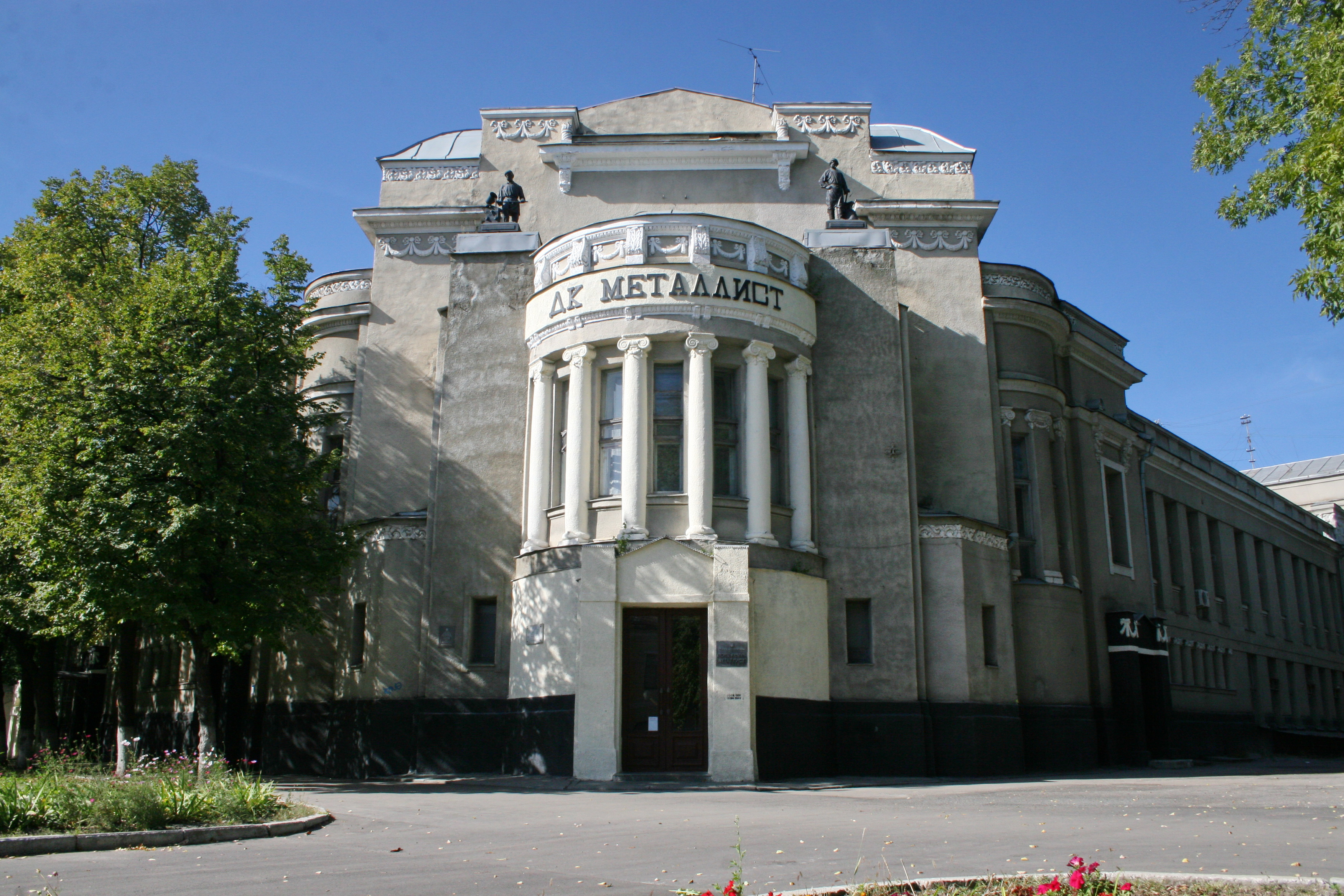
Будинок товариства робітників-металістів

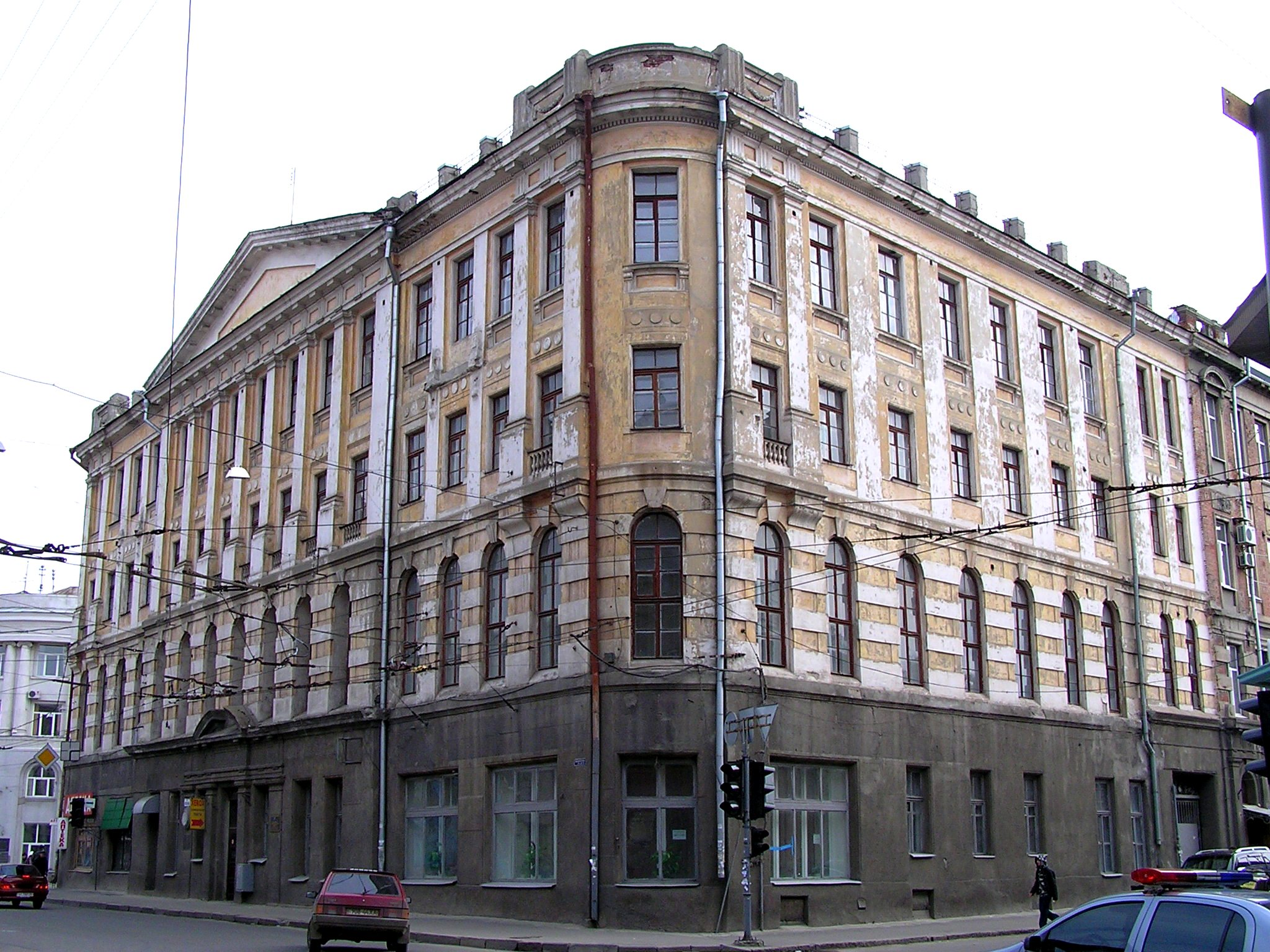
вул. Кооперативна, 10

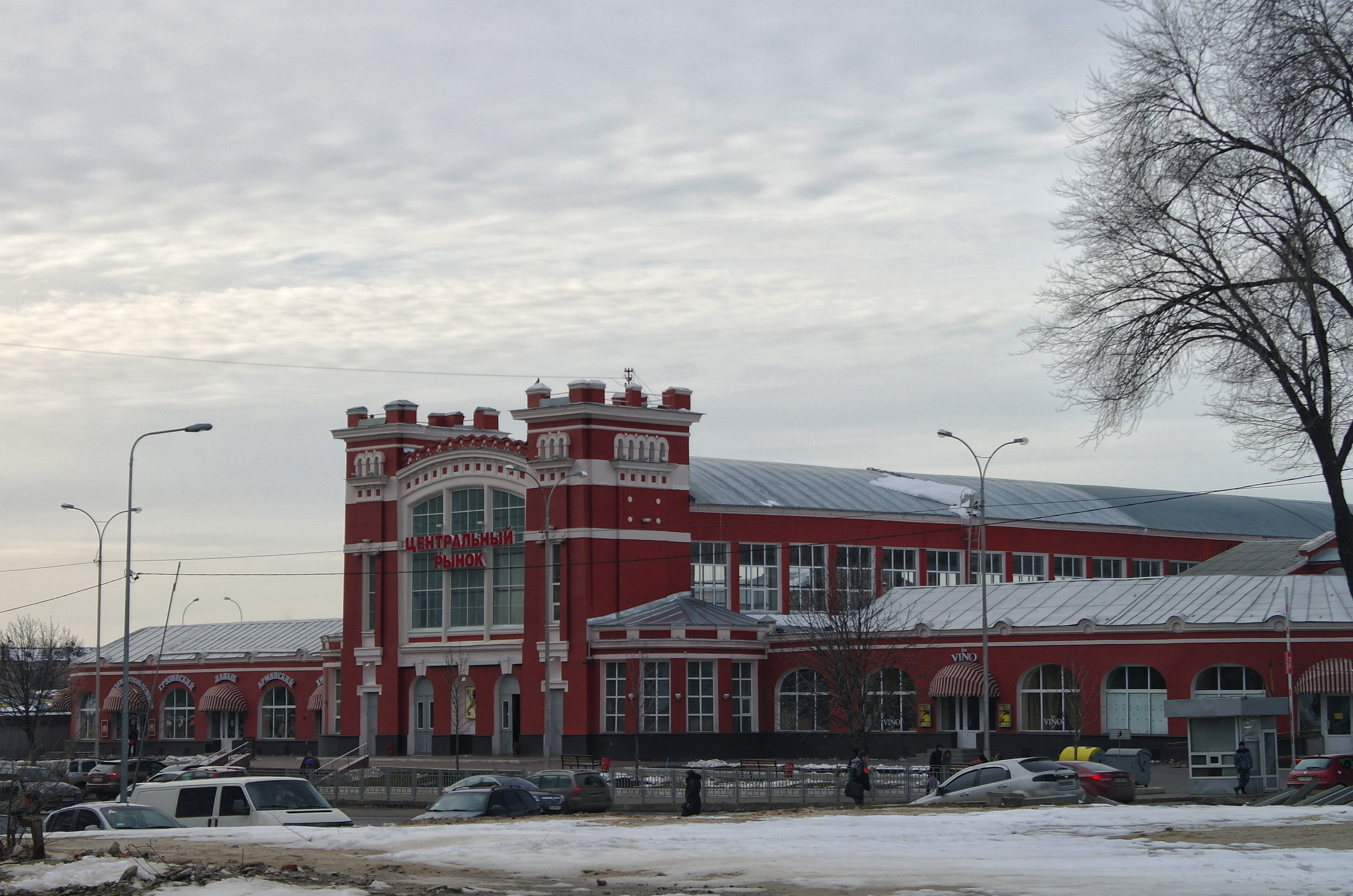
Критий ринок на Благовіщенському базарі

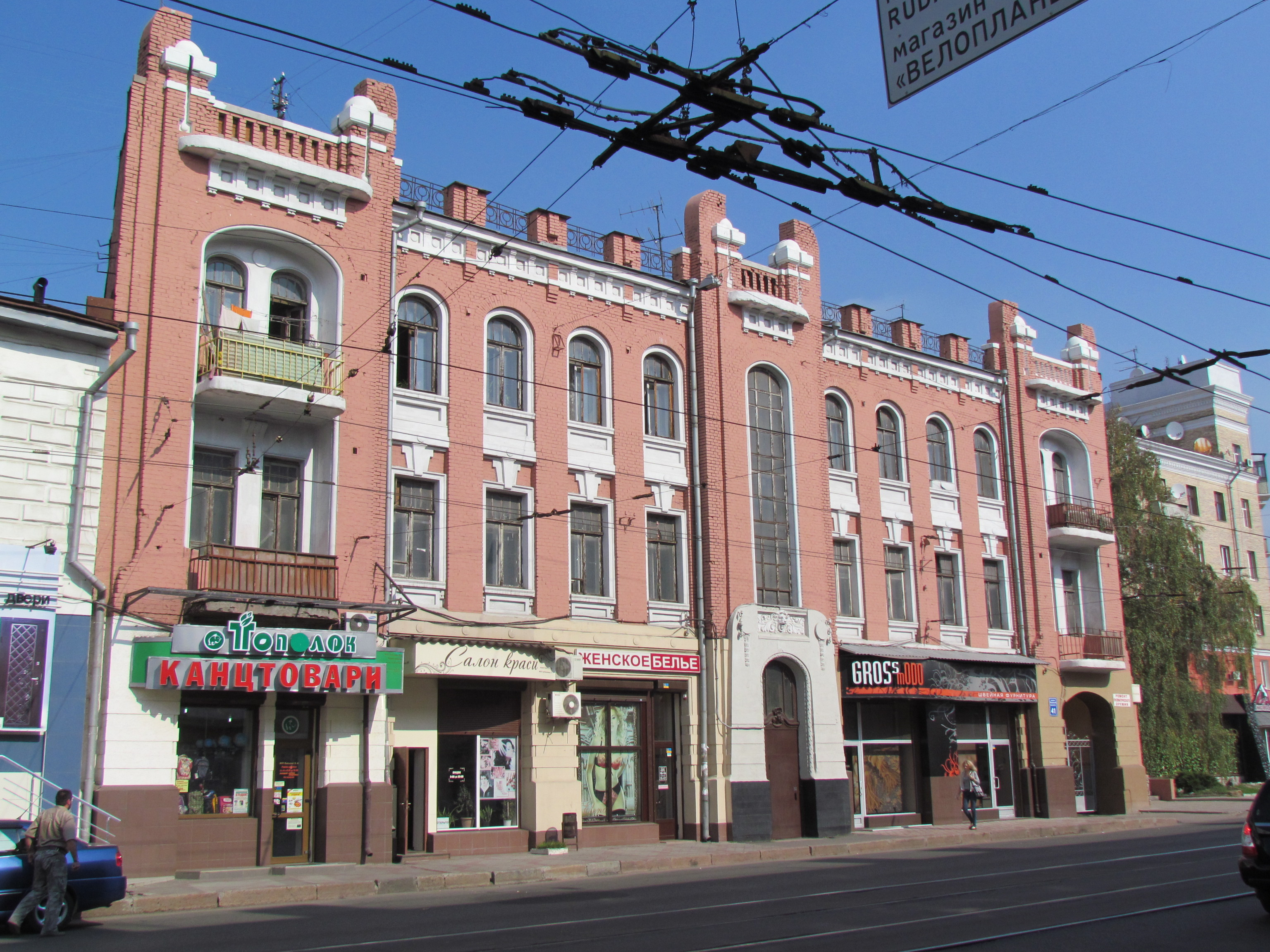
просп. Героїв Харкова, 41

Деякі запроєктовані Загоскіним І. І. будинки, що існують нині, є пам'ятками архітектури Харкова.
- Кінець XIX ст. — разом із С. І. Загоскіним збудував житловий будинок з крамницею на вул. Катеринославській (нині Полтавський Шлях, 26). Охоронний № 373.
- Кінець XIX ст. — житловий будинок по вул. Іскрінській, 31. Охоронний № 577. Авторство бюро Загоскіних імовірно. Саме в цьому будинку І. І. мешкав.
- Кінець ХІХ — поч. ХХ ст. — житловий будинок по вул. Мироносицькій, 74. Охоронний № 574. Авторство Загоскіна І. І. імовірно.
- 1898 р. — І. І. Загоскін у співавторстві з Василем Кричевським реконструював особняк, побудований у 1874 р. арх. Г. Я. Стрижевським на Сумській вул., 52.
- 1899 — 1901 pp. — проєкт складного училища імені О. С. Пушкіна у Мало-Панасівському пров., 1. Охоронний № 590. Можливе співавторство із Загоскіним С. І.
- 1900 — 1903 pp. — безоплатно керував будівництвом Народного будинку з театральним залом на Кінній площі (автор проєкту Олександр Венсан). Будівля не збереглася, зараз на цьому місці розташований ДК ХЕМЗ.
- 1903 — 1909 pp. — Робітничий будинок товариства робітників-металістів на Петинській вулиці (нині вулиця Георгія Тарасенка, 77). Охоронний № 396. На початку XX ст. був найбільшим робітничим клубом у світі. Побудований на трудові збереження харківських робітників, до яких додали свої пожертви робітники Пітера, Києва, Львова й Луганська. Був реконструйований О. М. Бекетовим у 1923 р.[1] Нині палац культури «Металіст».
- 1905 р. — житловий будинок по пров. Грабовського, 4 (у співавторстві з Олександром Гінзбургом). Охоронний № 264.
- 1905 — 1915 рр. — будинок Товариства взаємного кредиту дрібних промисловців на вул. Кооперативній, 10. Охоронний № 329.
- 1907 р. — реконструкція у співавторстві з С. І. Загоскіним будинку Ради з'їзду гірничопромисловців на ул. Сумській, 18/20 (1902 p., архіт. Б. Г. Михаловський). Охоронний № 85. Нині це Харківський радіотехнічний технікум.
- 1912 — 1914 рр. — критий ринок на вул. Різдвяній, на Благовіщенському базарі. Охоронний № 632.
- 1912 р. — житловий будинок на просп. Героїв Харкова, 72 (співавтор Ломаєв І. А.). Охоронний № 452.
- 1912 — 1913 рр. — житловий будинок на просп. Героїв Харкова, 33. Охоронний № 446.
- 1912 — 1913 рр. — житловий будинок на просп. Героїв Харкова, 41. Охоронний № 448.

У 1910-х роках І. І. спроєктував кілька будівель спеціальних навчальних закладів (так званих «Складних училищ»). За його проєктами зведені будівлі в пров. Руставели, 10 (нині лікарня), на Іллінській вул., 40 (середня школа), на вул. Гольдбергівській, 77 (нині Харківський технікум залізничного транспорту) і Батуринській вул., 25 (середня школа).
Іліодор Загоскін брав участь у громадському житті Харкова, був членом архітектурно-будівельного відділу Харківського технічного товариства, створеного у 1904 р., архітектурного відділення Харківського Літературно-Художнього гуртка, входив у склад журі багатьох архітектурних конкурсів.